# Evreii din Principatul Moldovei

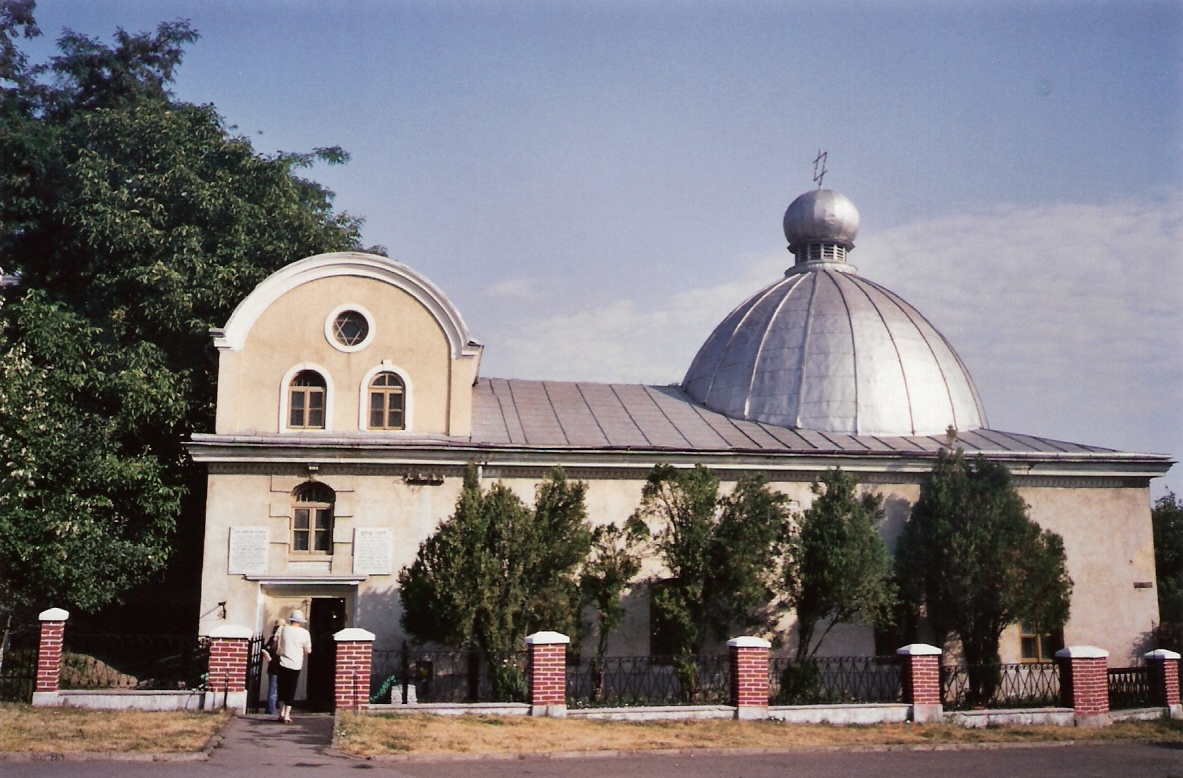
Sinagoga Mare din Iaşi, cel mai vechi edificiu de cult mozaic de pe teritoriul României.

Evreii din Principatul Moldovei au o istorie ce se întinde pe aproximativ două milenii.

## Primii evrei
Începuturile prezenței evreiești au fost plasate de istoriografia mai veche, înainte de cucerirea Daciei de către Traian, însă această opinie a fost revizuită de cercetările actuale, deoarece nu este confirmată de mărturii arheologice. Existența evreilor în Dacia înainte de cucerirea romană nu este susținută de istoriografia actuală. Chemarea evreilor de către Decebal după distrugerea celui de-al doilea Templu s-a dovedit a fi o legendă.
Probabil, primii evrei au ajuns în Dacia odată cu instalarea puterii romane. Ponderea coloniștilor evrei pe teritoriul Daciei rămâne și în acest caz, discutabilă. Studiul demografic al lui Solin din 1983 nu pomenește nici un izvor arheologic cu privire la prezența unor astfel de populații pe teritoriul Daciei romane, dar există unele mărturii, mai ales monede, care o confirmă . Au fost descoperite pietre funerare din perioada ocupației romane, care erau decorate cu simboluri evreiești și aveau gravete pe ele litere din alfabetul ebraic. 
În anul 397, romanii menționau în documente garantarea libertății de rugăciune a evreilor în sinagogile lor din Dacia. Mai târziu, odată cu apariția statelor creștine, situația evreilor s-a înrăutățit, persecuțiile împotriva lor având loc mai ales după ocuparea teritoriului Moldovei de către Imperiul Otoman în secolul al XV-lea. Principatul Moldovei a fost fondat la mijlocul secolului al XIV-lea, dar în jurul anului 1330 trăiau la Cetatea Albă medici evrei, după cum reiese din relatarea vieții Sfântului Ioan cel Nou de la Suceava de către clericul bulgar Grigore Țamblac (1367-1419 sau 1420) .

## Imigrarea evreilor după fondarea statului moldovenesc
Când voievodul Roman I a întemeiat orașul Roman au fost și evrei printre primii locuitori. Roman I i-a eliberat pe evrei de serviciul militar în schimbul unui impozit. În secolul al XIV-lea, în Principatele Române au venit evrei din Europa Centrală (evrei așkenazi), iar în timpul dominației otomane, s-au stabilit aici în special evrei de origine spaniolă, sefarzi. Jewish Enciclopedia amintește că la curtea lui Ștefan cel Mare a fost logofăt un evreu, Ițhak, fiul lui Beniamin Șor. Printre medicii lui Ștefan cel Mare era și un medic evreu.
În urma Edictului de la Alhambra (1492) o parte din evreii sefarzi au ajuns în teritoriile Imperiului Otoman, în special la Istanbul și Salonic, până în Moldova. După rebeliunea cazacilor din Ucraina (1648–1657), care s-a transformat într-un război de eliberare a ucrainenilor de sub dominația poloneză, și în urma pogromurilor din Ucraina din secolul al XVI-lea a venit în Moldova un val de evrei așkenazi vorbitori de limba idiș. 
În secolul al XVI-lea existau mai multe comunități evreiești în Moldova, iar în 1740 erau organizate comunități importante în orașele Bacău, Roman și Galați. Rabinul Salomon Ben Aravi (Arayo) (1549-1629), care profesa medicina, a venit la Iași în 1589, unde a locuit timp de 40 de ani. El a fost primul rabin al evreilor din Principatul Moldova. Omul de știință și rabinul filozof Joseph Solomon Delmedigo (1591-1655), care a poposit timp de 11 ani la Iași, îl socotea pe Aravi ca "primul rabin filosof în această comunitate". 
În secolul al XVII-lea, domnitorul Principatului Moldovei, Vasile Lupu (1634-1653), i-a tolerat pe evrei până la apariția cazacilor la granițele țării. În 1648, cazacii aflați în marș de război împotriva polonezilor au traversat provinciile românești, jefuindu-i și ucigându-i pe mulți evrei. Un alt masacru asupra evreilor din Principatul Moldovei l-au săvârșit cazacii atunci când au venit la Iași, pentru a cere mâna fiicei lui Vasile Lupu pentru Timuș, fiul hatmanului Bogdan Hmelnițki.
Primele acuzații de omor ritual în spațiul românesc sunt înregistrate în secolul al XVIII-lea. Pe teritoriul Moldovei, cea mai veche atestare documentară a unui astfel de caz a avut loc la 5 aprilie 1710, în orașul Târgu Neamț. Un evreu convertit a ajutat muta corpul unui copil ucis de creștini în curtea unei sinagogi. Evreii au fost acuzati de uciderea copilului "căci le trebuie lor sânge de Paști", iar 5 evrei au fost linșați și alți 22 au fost puși în lanțuri, pe motiv că ar fi ucis un copil creștin . De asemenea, casele evreilor au fost jefuite și devastate. Conducătorii comunității au fost arestați și torturați. Deoarece violențele împotriva evreilor tindeau să ia amploare, evreii au trimis soli la curtea domnească din Iași a domnitorului Dimitrie Cantemir (1693, 1710-1711). Domnitorul a cerut efectuarea unei anchete și a trimis în acest scop doi oameni de încredere. Documentul din epocă consemnează absolvirea evreilor de aceste acuzații, eliberarea celor arestați și internarea într-o casă de nebuni a călugărului care a înscenat așa-zisul omor ritual. De-a lungul timpului au existat pogromuri împotriva evreilor acuzați de omor ritual, în special la Galați, inițiativa având-o negustorii greci, care, pe lângă dușmănia religioasă, doreau să-și înlăture concurenții din domeniul comerțului.

## Dezvoltarea comunității evreiești
Evreii erau concentrați în Principatul Moldovei în jurul orașelor, unde desfășurau activități de comerț și se ocupau cu meșteșuguri diverse. Numărul lor a crescut, ajungând să constituie un procent foarte mare din populația urbană. Ca urmare a faptului că evreii începeau să controleze o parte importantă a activității economice din principat, li s-a interzis dreptul de a achiziționa terenuri.
În lucrarea Descriptio Moldaviae (Descrierea Moldovei), scrisă de către voievodul cărturar Dimitrie Cantemir în limba latină în perioada 1714-1716, se vorbește astfel despre evrei: "Asemenea și evreii se socotesc supuși; ei trebuie să plătească o dajdie deosebită în fiecare an, mai mare decât aceea obișnuită. Nu au altă îndeletnicire decât neguțătoria și să țină hanuri. Pot să-și facă sinagogă oriunde voiesc, însă nu de piatră, ci numai de lemn." 
Conducătorul evreilor din toată Moldova se numea hahambașă (sau staroste). Aceștia erau confirmați de domnitor prin hrisov și era reprezentant al obștii evreiești atât pe lângă autoritățile locale, cât și pe lângă breslele evreiești din acele târguri. Ei strângeau dările de la membrii obștii și o vărsau vistieriei domnești. De asemenea, aveau privilegiul de a judeca pricinile dintre evrei după prevederile codurilor iudaice, în situația în care părțile erau nemulțumite de judecata rabinului. În situații de drept penal, cazurile era judecate de marele cămăraș, trezorierul domnitorului. Prin decretul din 4 septembrie 1834, a fost limitată puterea hahambașiei, dreptul de judecare a pricinilor între evrei fiind transferat către tribunalele civile.
Primul hahambașă este considerat a fi Naftali Yitzhak Ben Cohen, care s-a născut la Poznan în secolul al XVII-lea și a fost medic. El a murit în 1724. Ca hahambași a comunității evreilor din Moldova au mai fost Isac (1753-1776), Marco hahambasa, Naftali Hacohen (care a fost recunoscut abia în 1782) și Saie (pe la 1823).
Din a doua jumătate a secolului al XVIII-lea și mai ales în prima parte a secolului al XIX-lea, datorită înăspririi situației evreilor din Galiția și Basarabia, a avut loc o puternică imigrare evreiască în Principatul Moldovei, unde autoritățile erau mai tolerante. 
Regulamentul Organic (1831-1832) a introdus pentru prima dată principiul ca necreștinii să nu poată beneficia de drepturi civile și politice. Printre alte prevederi restrictive și discriminatorii pentru evreii din Țările Române era și cea prin care orice evreu care nu-și putea demonstra o sursă de existență era considerat vagabond și era supus expulzării . Domnitorul Mihail Sturdza (1834-1849) a dus o politică de atragere a evreilor în Moldova. Astfel, dacă în 1803 trăiau 30.000 de evrei în Moldova, în 1848 numărul lor s-a dublat la 60.000, iar în anul 1859 (anul Unirii Moldovei cu Țara Românească) numărul lor a ajuns la 118.922, reprezentând 3% din ansamblul populației.
În 1848, când în Țările Române au avut loc mișcări revoluționare inspirate din spiritul Revoluției Franceze, evreii români din Principate s-au alăturat cu entuziasm și speranță, cerând drepturi egale cu ale celorlalte naționalități.
Principatul Moldovei a încetat oficial să existe în ianuarie 1859, când s-a unit cu Principatul Munteniei, după alegerea ca principe pentru ambele state a colonelului moldovean Alexandru Ioan Cuza. Moldova a devenit parte a României, iar evreii din Principatul Moldovei au devenit evrei din România Unită.